# Problem trzech ciał (serial telewizyjny)
Problem trzech ciał (ang. 3 Body Problem) – amerykański serial telewizyjny z gatunku science fiction. Za scenariusz odpowiadają twórcy serialu Gra o tron – David Benioff, D.B. Weiss oraz Alexander Woo. Serial został oparty na nagrodzonej nagrodą Hugo powieści Problem trzech ciał autorstwa chińskiego pisarza Liu Cixina. Jest to druga adaptacja książki. Pierwszy był chiński serial telewizyjny z 2023 roku.
Serial zadebiutował w serwisie streamingowym Netflix 21 marca 2024 r. Pierwszy sezon liczy 8 odcinków.
Zdjęcia kręcono w Anglii (Londyn, Oksford, hrabstwa Buckinghamshire i Hampshire), Stanach Zjednoczonych (Nowy Jork, Jacksonville, Cambridge), Hiszpanii (Baiona w prowincji Pontevedra) oraz w Panamie.

## Fabuła
Główną bohaterką jest Ye Wenjie – astrofizyczka. W młodości była świadkiem zabicia jej ojca – wybitnego fizyka – przez hunwejbinów. Wydarzenie miało miejsce podczas chińskiej rewolucji kulturalnej w latach 60., kiedy to trwały prześladowania intelektualistów.
W latach 70. Ye została powołana do wojska przy tajnym projekcie badawczym. Podczas pracy w bazie wojskowej Czerwony Brzeg, odpowiedziała na kontakt z obcej planety. Decyzja spowodowała tzw. efekt motyla i miała konsekwencje dla grupy naukowców ze współczesności. Przez czyn Wenije muszą poznać zbliżające się niebezpieczeństwo dla wszechświata – zbliżającą się do Ziemi obcą cywilizację.

## Obsada
Opracowano na podstawie źródeł:

### Bohaterowie główni
- Benedict Wong – detektyw Da Shi Qiang
- Jovan Adepo – dr Saul Durand
- John Bradley – Jack Rooney
- Rosalind Chao – dorosła dr Ye Wenjie
- Zine Tseng – młoda Ye Wenjie
- Liam Cunningham – Thomas Wade
- Eiza González – dr Augustina „Auggie” Salazar
- Jess Hong – Jin Cheng
- Marlo Kelly – Tatiana Haas
- Alex Sharp – Will Downing
- Sea Shimooka – Sophon
- Saamer Usmani – Prithviraj „Raj” Varma
- Jonathan Pryce – Mike Evans

### Bohaterowie epizodyczni
- Vedette Lim – Vera Ye
- Eve Ridley – młoda Vera Ye
- Ben Schnetzer – młody Mike Evans
- John Dagleish – Felix
- Gerard Monaco – Collins
- Adrian Edmondson – Denys Porlock
- CCH Pounder – Sekretarz Generalny ONZ Lillian Joseph
- Lan Xiya – Tang Hongjing (tzw. Czerwona Straż)
- Josh Brener – Sebastian Kent
- Mark Gatiss – Isaac Newton
- Reece Shearsmith – Alan Turing
- Conleth Hill – papież Grzegorz XIII
- Phil Wang – Arystoteles
- Naoko Mori – Maria Skłodowska-Curie
- Kevin Eldon – Sir Thomas More
- Jason Forbes – Omar Chajjam